# Liste der Bundesautobahnen, die keine Autobahnen sind

Zeichen 330.2: Ende der Autobahn: Die hier aufgeführten Bundesautobahnabschnitte sind keine Autobahnen im Sinne der StVO.

Zeichen 390: Mautpflicht nach dem ABMG

Die folgenden deutschen Strecken sind zwar als Bundesautobahn nach dem Bundesfernstraßengesetz gewidmet, jedoch keine Autobahnen im Sinne der Straßenverkehrs-Ordnung, weil sie nicht dem Ausbaustandard entsprechen; daher sind sie auch nicht mit Verkehrszeichen Nr. 330.1 (Autobahnzeichen) beschildert.
Für diese Bundesautobahnabschnitte gelten die Vorschriften der Straßenverkehrs-Ordnung für Autobahnen nicht, obwohl auf ihnen die auf allen Bundesautobahnen generell gültige LKW-Maut nach dem Autobahnmautgesetz erhoben wird.
Seit Einführung der LKW-Maut erkennt man sie daher an dem Verkehrszeichen Nr. 390.
Die Liste ist unvollständig.

## BAB 30beiBad Oeynhausen
Das Teilstück der A 30 östlich von Bad Oeynhausen war bis zur Fertigstellung des Lückenschlusses (Nordumgehung Bad Oeynhausen) im Jahr 2018 als B 514 beschildert
- (34) Anschluss B 61
- (35) Kreuz Bad Oeynhausen
- (–) Anschluss B 514

## BAB 60beiPrüm
Ein 19 km langes Teilstück der A60 zwischen Winterspelt und Prüm, das als Kraftfahrstraße ausgeschildert und 3-spurig ausgebaut ist.
- (2) Winterspelt
- (3) Bleialf
- (4) Prüm

## BAB 62beiPirmasens
Die Bundesautobahn A 62 ist im folgenden Abschnitt eine Kraftfahrstraße, da es dem dort einbahnig-zweistreifigen Querschnitt an der in Deutschland für Autobahnen erforderlichen baulichen Mitteltrennung fehlt:
- (12) Bann
- (13) Weselberg
- (14) Thaleischweiler-Fröschen
- (14) Höheinöd
- (15) Pirmasens

Die Möglichkeit für den späteren Anbau einer weiteren Fahrbahn auf der Westseite wurde an kreuzenden Bauwerken vorgesehen.

## BAB 64beiTrier
Ein 2 km langes Teilstück zwischen
- (3) Trier und
- (4) Anschluss A 602

ist nicht wie eine Autobahn ausgebaut, gehört aber zur A 64.

## BAB 98beiLaufenburg
- (11) Murg
- (12) Laufenburg
- (-) Hauenstein

## BAB 98beiTiengen
- (15) Tiengen-West
- (16) Tiengen-Ost
- (17) Lauchringen